# Silnice I/54
Die Silnice I/54 (tschechisch für: „Straße I. Klasse 54“) ist eine tschechische Staatsstraße (Straße I. Klasse).

## Verlauf
Die Straße beginnt in Slavkov (Austerlitz), wo sie von der Silnice I/50 (Europastraße 50) nach Südosten abzweigt, verläuft von dort über Kyjov (Gaya) nach Veselí nad Moravou (Wessely an der March), kreuzt dort die Silnice I/55 sowie in Blatnice pod Svatým Antonínkem (Groß Blatnitz) die Silnice I/71 und erreicht die Grenze zur Slowakei am Straňanské sedlo (Stranypass), jenseits dessen sie sich als slowakische Cesta I. triedy 54 fortsetzt.
Die Gesamtlänge der Straße beträgt rund 83 Kilometer.